# Villablino
Villablino ist eine Gemeinde im nordwestlichen Zentral-Spanien in der Provinz León in der Autonomen Gemeinschaft Kastilien-León. Sie ist eine der einwohnerreichsten Gemeinden der Provinz. Villablino besteht aus verschiedenen Ortsteilen.

## Geografie
Villablino ist eine Bergbaustadt im nördlichen Teil der Provinz León und liegt an den Südhängen des Kantabrischen Gebirges, das die Grenze zur Provinz Asturien bildet. Im Norden liegt Cangas del Narcea, die größte und älteste Gemeinde in der Provinz Asturien, und im Nordosten liegt Somiedo, ebenfalls in Asturien. Im Osten liegt die Gemeinde Cabrillanes und im Südosten Murias de Paredes, beide in León. Im Südwesten liegt die Gemeinde Degaña und im Westen und Nordwesten liegt Cangas del Narcea, beide in Asturien. Die Gemeinde verfügt über bedeutende Kohlereserven.

## Bevölkerungsentwicklung
| Jahr        | 1842  | 1900  | 1950   | 1981   | 1991   | 2001   | 2011   |
| ----------- | ----- | ----- | ------ | ------ | ------ | ------ | ------ |
| Einwohner   | 1 894 | 2 984 | 11 628 | 14 483 | 15 825 | 12 459 | 10 238 |
| Quelle: INE |       |       |        |        |        |        |        |

## Geschichte
Die Geschichte von Villablino ist untrennbar mit der des Laciana-Tals verbunden. Die ersten Beweise für menschliche Aktivitäten im Tal sind megalithische Grabhügel. Dieser für Hirtengemeinschaften typische Bautyp diente als Begräbnisstätte und/oder territoriale Abgrenzung.
Die wichtigsten Überreste der ältesten Vergangenheit des Laciana-Tals sind jedoch die zahlreichen vorrömischen Festungen.

## Persönlichkeiten
- Luis Mateo Díez (* 1942), Schriftsteller
- Javier González Teijón (* 1996), Handballtorwart